# Pan de cristal

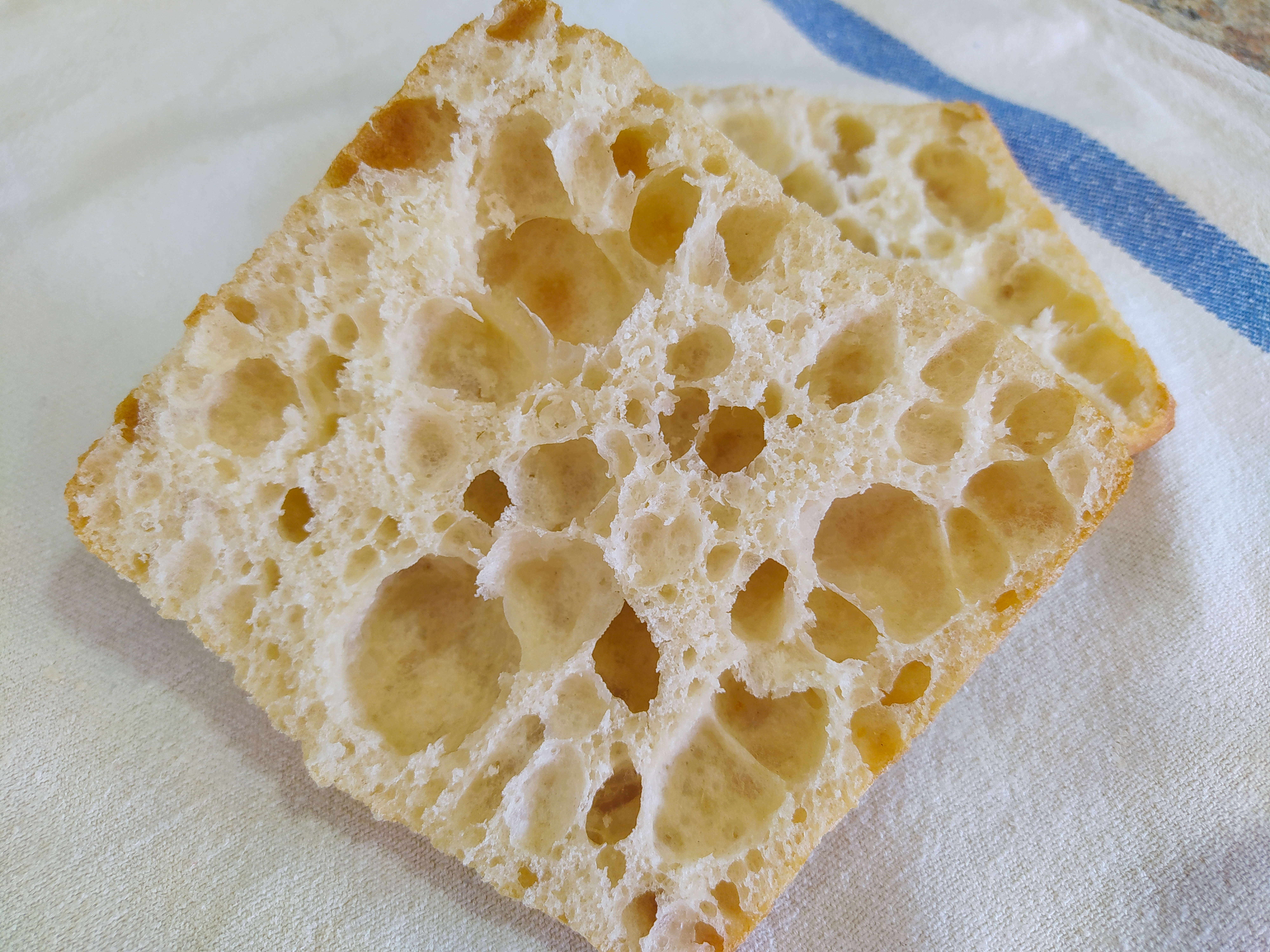
Pan de cristal.

El pan de cristal (pa de vidre en catalán) es un pan de España originario de Barcelona que se caracteriza por una alta hidratación y una doble fermentación, lo que provoca una miga muy hueca y alveolada, casi inexistente. Contiene harina de fuerza, agua, levadura, aceite de oliva y sal. El Pan de vidre® está registrado por su creador, Jordi Nomen.
Los panes de cristal se usan para hacer pinchos, bocadillos, pan con tomate, etc. 

## Características
Se considera un pan de alta hidratación, pues contiene más de un 60% de agua (llegando a veces incluso a un 90%); eso es incluso más que la chapata o el pan gallego. Esto la convierte en una masa muy blanda, difícil de trabajar y no recomendada para panaderos noveles. Con esta alta cantidad de agua, se logra la característica principal de este pan que es su miga hueca, fina y con alveolos grandes e irregulares. Asimismo su corteza es fina, frágil y muy crujiente y se rompe fácilmente (de ahí su nombre).

## Historia
La masa del pan de cristal fue desarrollada en 2004 en la Panadería Artesanal Guzmán por el panadero barcelonés Jordi Nomen, quien más tarde fundaría su propia panadería, Concept-Pa, en la ciudad condal: «cansado de escuchar el mito de que la miga engorda, decidió crear un pan con miga inexistente». En 2009 registró el Pa de vidre® en Patentes, aunque en el libro De pans per Catalunya (Monreal, 2015) reconoce que la receta se ha extendido a otras panaderías y mucha gente la comercializa bajo este nombre sin pagar registro, aún incluso vendiéndolo como producto delicatessen.
Sin embargo, en los últimos años se ha popularizado en toda España de la mano de la cadena de supermercados líder del país, Mercadona, en donde fue el pan más vendido de 2021. El pan de cristal de Mercadona ha arrasado las ventas por su versatilidad, textura y precio asequible.
La panadería Concept-Pa creó posteriormente una variedad más extrema llamada «pan de diamante».